# Couffy-sur-Sarsonne
 Couffy-sur-Sarsonne  (en occitano Confin) es una comuna y población de Francia, en la región de Lemosín, departamento de Corrèze, en el distrito de Ussel y cantón de Eygurande.
Su población en el censo de 2008 era de 74 habitantes.
Está integrada en la Communauté de communes du Pays d'Eygurande.

## Demografía
| 101 | 119 | 104 | 95 | 89 | 70 | 74 |
| Para los censos de 1962 a 1999 la población legal corresponde a la población sin duplicidades (Fuente: INSEE [Consultar]) |     |     |    |    |    |    |